# بیلی موری (بازیکن فوتبال)
بیلی موری (انگلیسی: Billy Murray؛ ۲۶ ژانویه ۱۹۲۲ – ۱۹۹۲ (۶۹−۷۰ سال)) بازیکن فوتبال اهل بریتانیا بود.
از باشگاه‌هایی که در آن بازی کرده‌است می‌توان به باشگاه فوتبال مکلسفیلد تاون و باشگاه فوتبال منچستر سیتی اشاره کرد.